# Santa Gertrudes (kommun)
Santa Gertrudes är en kommun i Brasilien.   Den ligger i delstaten São Paulo, i den sydöstra delen av landet, 700 km söder om huvudstaden Brasília. Antalet invånare är 21 644.
Följande samhällen finns i Santa Gertrudes:
- Santa Gertrudes

Omgivningarna runt Santa Gertrudes är en mosaik av jordbruksmark och naturlig växtlighet. Runt Santa Gertrudes är det tätbefolkat, med 459 invånare per kvadratkilometer.